# Edith May Aab
Edith May Aab, auch Edith Aab (* 1. Mai 1875 in Hartford, Connecticut, Vereinigte Staaten; † 19. April 1963 ebenda) war eine US-amerikanische Sängerin und Gesangspädagogin in den Stimmlagen Alt und Mezzosopran.

## Leben
Edith May Aabs Eltern waren Charles Edwin Aab und Katherine Aab geb. Elsworth. Edith May Aab ging auf eine öffentliche Schule in Hartford und nahm ab dem Alter von 14 Jahren privaten Gesangsunterricht. Ihre Lehrer waren Alfred Rogerson Barrington (um 1860–1919) in Hartford, Emilio de Gorgoza (1872–1949), ein amerikanischer Bariton spanischer Herkunft, der Dirigent und Komponist Franz Xavier Arens (1856–1932), der Gesangspädagoge Oscar Saenger  (1868–1929) und der Dirigent und Gesangspädagoge Percy Rector Stephens (1876–1942). Frühzeitig erkannte sie ihre Berufung zur Gesangspädagogin und  studierte in New York City vierzehn Jahre lang. In dieser Zeit pendelte sie an den ersten drei Wochentagen von Hartford aus nach New York City. Ihr Gesangsdebüt gab sie im Alter von siebzehn Jahren in der Unity Hall in Hartford. Sie gab viele Konzerte und Liederabende und trat in verschiedenen Oratorienaufführungen mit dem Opernbariton Reinald Werrenrath (1883–1953), dem Tenor John Barnes Wells (1880–1935), dem Bassbariton Edgar Schofield (1889–1961) und anderen auf. So sang sie im Januar 1915 die Altpartie bei einer Aufführung des Oratoriums Messiah von Georg Friedrich Händel des The Waterbury Choral Club mit Wells, Schofield und der Sopranistin Clara Oakes Usher. Als Konzertsängerin war sie in ganz Neuengland bekannt. So war sie elf Jahre Altsolistin in der Asylum Hill Congregational Church und sang in der Synagoge Congregation Beth Israel. Sie war Gründungsmitglied der Bethany Lutherian Church und Präsidiumsmitglied des Treble Clef Clubs in  Hartford, aus dem sich später die Hartford Oratory Society bildete. Daneben war sie Mitglied in mehreren Musik- und Gesangvereinen in Hartford und ehrenamtliches Mitglied der Dorcas Society. 1908 eröffnete sie  eine Gesangschule, The Aab Studio, in West Hartford, Connecticut. 1930 stieg ihr Neffe, der Tenor und Gesangspädagoge  George Wynne Jones, als Partner  in das Studio mit ein. Zu ihren Schülern zählten ihr Neffe und der Tenor John Wynne Byrnes. 1918 lautete ihre Adresse 76 Tremont Street, Hartford, Connecticut. Im Alter von 87 Jahren starb sie am 19. April 1963 im Hartford Hospital. Ihre Nichte Norna Schoenborn und ihr Neffe George Wynne Jones waren ihre nächsten Angehörigen.